# Adelotus brevis
Adelotus brevis е вид земноводно от семейство Limnodynastidae. Видът е почти застрашен от изчезване.

## Разпространение и местообитание
Разпространен е в Австралия.
Среща се на надморска височина от 25,1 до 1141,5 m.

## Описание
Популацията им е намаляваща.